# Johann Nepomuk Amann
Johann Nepomuk Amann (* 19. Mai 1765 in Gutenburg, heute ein Ortsteil von Waldshut-Tiengen; † 28. November 1834 in Wien) war ein österreichisch-deutscher Architekt, Wiener Hofarchitekt und ein führender Vertreter der „Beamtenarchitektur“ am Ende des Klassizismus.

## Leben
Johann Nepomuk Amann wurde 1765 als Sohn des Johann Baptist Amann, Hoftischler des Abtes von Kloster St. Blasien, und seiner Frau Maria Anna Stiegler im Weiler Gutenburg bei Gurtweil geboren. Amann erhielt früh Unterricht im Zeichnen und Kupferstechen und erwarb das Wohlwollen des Abtes Martin Gerbert, für dessen Historia Nigrae Silvae er 1786 Illustrationen stach. 1789 bis 1791 ermöglichte der Abt ein Studium in Wien an der Akademie der bildenden Künste. 1791 bis 1792 war Ammann Praktikant bei der kaiserlich und königlichen Kameral- und Landesbaudirektion in Freiburg im Breisgau. Nach dem Tod Abt Gerberts ernannte ihn dessen Nachfolger Mauritius Ribbele (1740–1801) zum Bauinspektor des Klosters und der Reichsgrafenschaft und schickte ihn zunächst 1793 bis 1795 auf eine Studienreise nach Italien. Hier machte er Bekanntschaft mit Friedrich Weinbrenner, Aloys Hirt, Jakob Philipp Hackert und Johann Heinrich Wilhelm Tischbein.
Nach dem Tod der ersten Ehefrau im Kindbett und dem Verlust des Kindes besuchte Amann 1796 in Wien Joseph Graf Deym Freiherr von Střítež (1752–1804). Amann war dem Grafen bereits auf seiner Studienreise in Italien begegnet. Graf Deym führte zeitweise, nach einer Duellaffäre, den bürgerlichen Namen Müller und wurde deshalb als Hofstatuarius Müller oder Hofstatuarius Müller-Deym bezeichnet. Der musikbesessene Graf Deym machte sich als Wachsfigurenbildner einen Namen. Er soll auch die Totenmaske seines Schützlings Mozart angefertigt haben. Johann Nepomuk Amann errichtete 1798 für den Grafen das Palais Deym mit einer integrierten Galerie. Die „Galerie des Hofstatuarius Müller“ war das erste öffentliche Kunst-, Wachsfiguren- und Musikautomatenkabinett in Wien. Graf Deym half Ammann, bei der sich abzeichnenden Säkularisation des Klosters St. Blasien, in Wien eine Perspektive zu finden.
Seine erste staatliche Auftragsarbeit war die klassizistische Umgestaltung des
Chores der Kirche am Hof (seit 1782 Garnisonskirche), samt Einbau einer kassettierten Halbkreistonne und Apsiskuppel, im Jahr 1798. Dabei wurde Kaiser Franz II. auf Amann aufmerksam. Er ernannte ihn zum Unterhofarchitekten und übertrug ihm 1803 den Umbau der Hofburg. 1812 folgte die Beförderung zum Ersten Hofarchitekten. Amann war in der Folge auch für private und kirchliche Bauherren tätig. Als sein wichtigstes eigenständiges Werk gilt der Bau der Tierärztlichen Hochschule in Wien von 1821 bis 1823, der heute die Universität für Musik und darstellende Kunst beinhaltet. Amann gilt als herausragender Vertreter der sogenannten Beamtenarchitektur, die im öffentlichen Auftrag – unter dem Diktat der Sparsamkeit – durch nüchterne kubische Formen mit minimalisiertem Schmuck charakterisiert ist.
Nach dem Tod der dritten Ehefrau verfiel Amann ab 1832 in Depressionen. Er starb am 28. November 1834 vermutlich an einer fortschreitenden Hirnerkrankung in Wien im Alter von 69 Jahren. Vier seiner elf Kinder erreichten das Erwachsenenalter.

## Werke (Auswahl)
- vor 1783: 12 Glasfenster mit Glasmalerei für den neuerbauten Dom St. Blasien, nicht erhalten.

Kupferstich, 1788: Kartusche für die Schwarzwaldkarte

- 1786–1788 Illustrationen zu Martin Gerberts Historia Nigrae Silvae

- 1787: (28. Oktober), Zeichnung, Porträt: Martin Gerbert (83 × 60 cm) Stichvorlage zur 50-jährigen Profess, gestochen von Heinrich Pfenninger

1791–1792 betreute er (noch als Praktikant) die Kirchenbauten in Wittnau und Horben

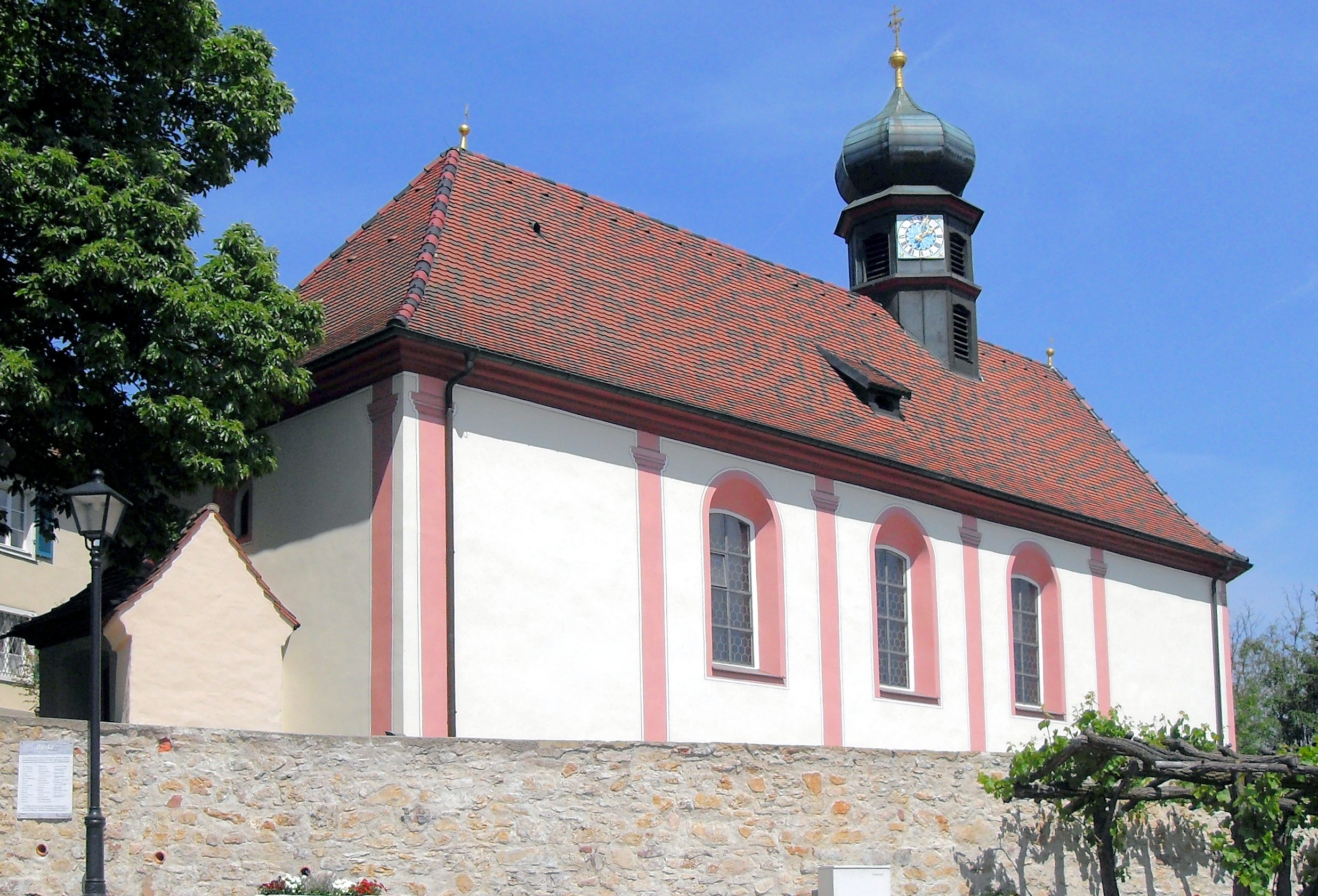
Mariä Himmelfahrt Wittnau, 1791, letzte Barockkirche im Breisgau

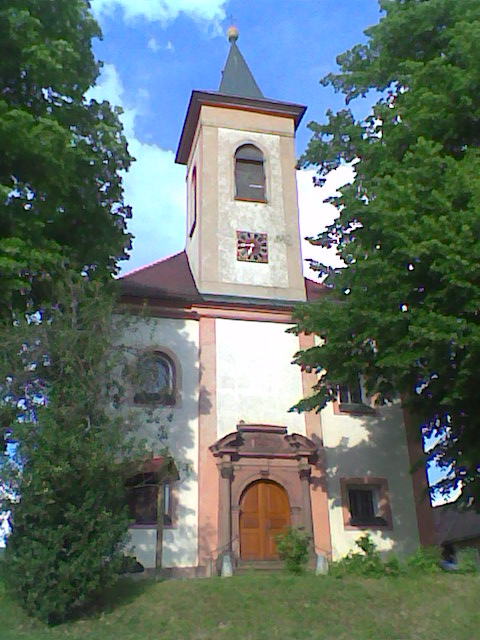
St. Agatha in Horben

- 1797–1798 Palais Deym mit der sogenannten Kunstgalerie des Hofstatuarius Müller, Wien (1889 abgerissen)

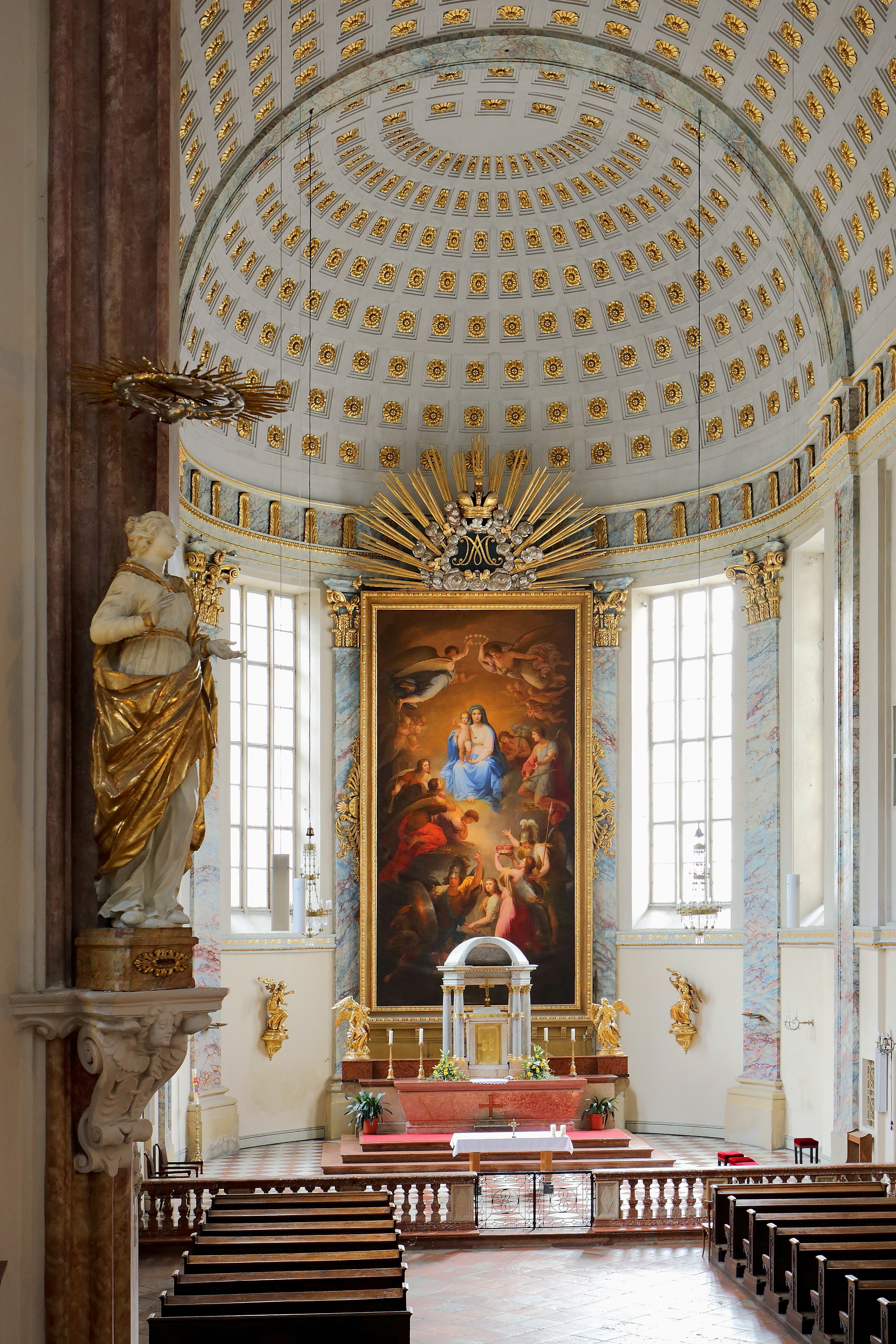
Der von Amann gestaltete Altarraum der Kirche am Hof in Wien (1798)

- 1798 Umbau des Chores und Altars der Kirche am Hof in Wien im klassizistischen Stil

- 1802–1806 Pfarrkirche Reidling

- 1805–1806 Palais Sandor

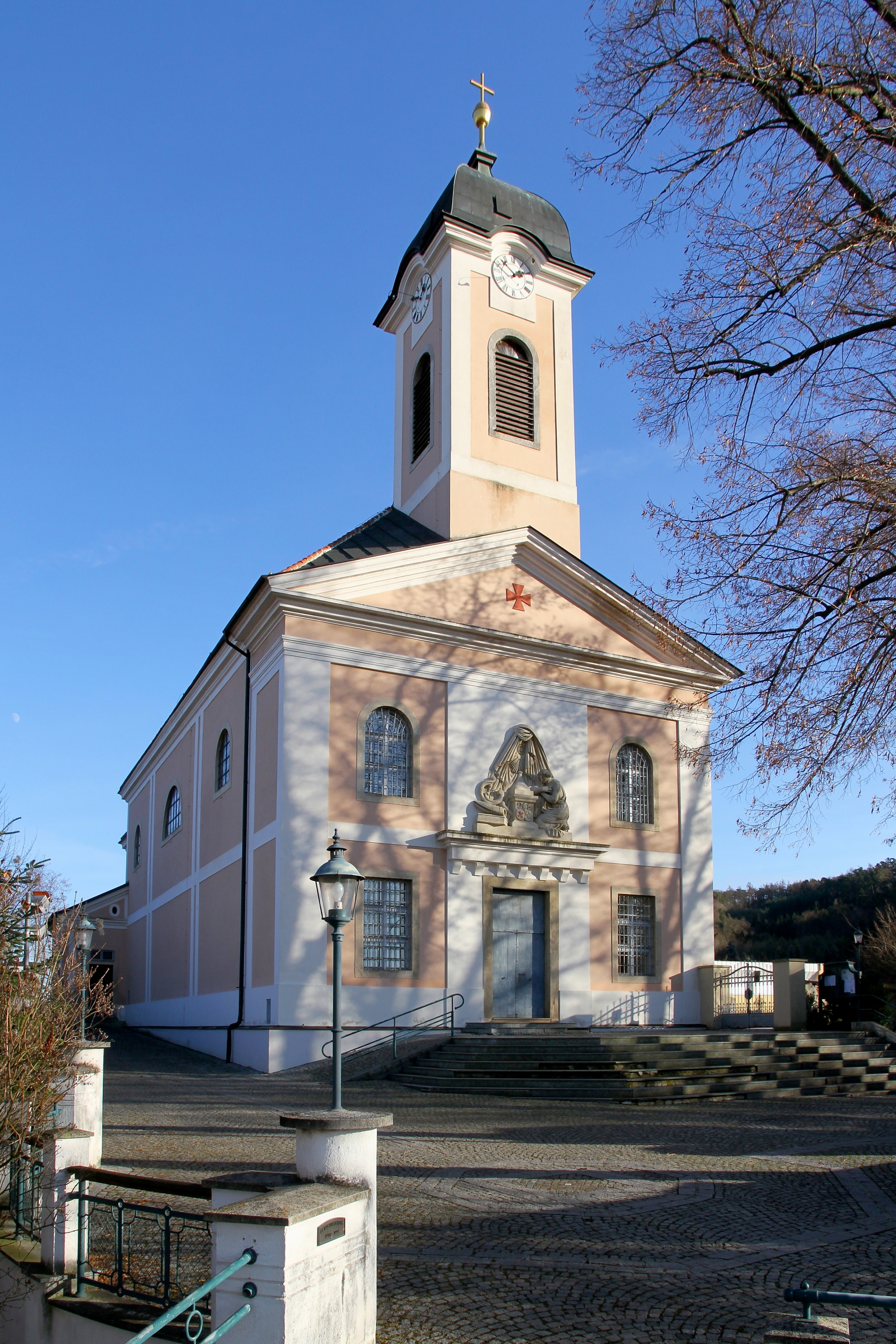
Pfarrkirche Reidling

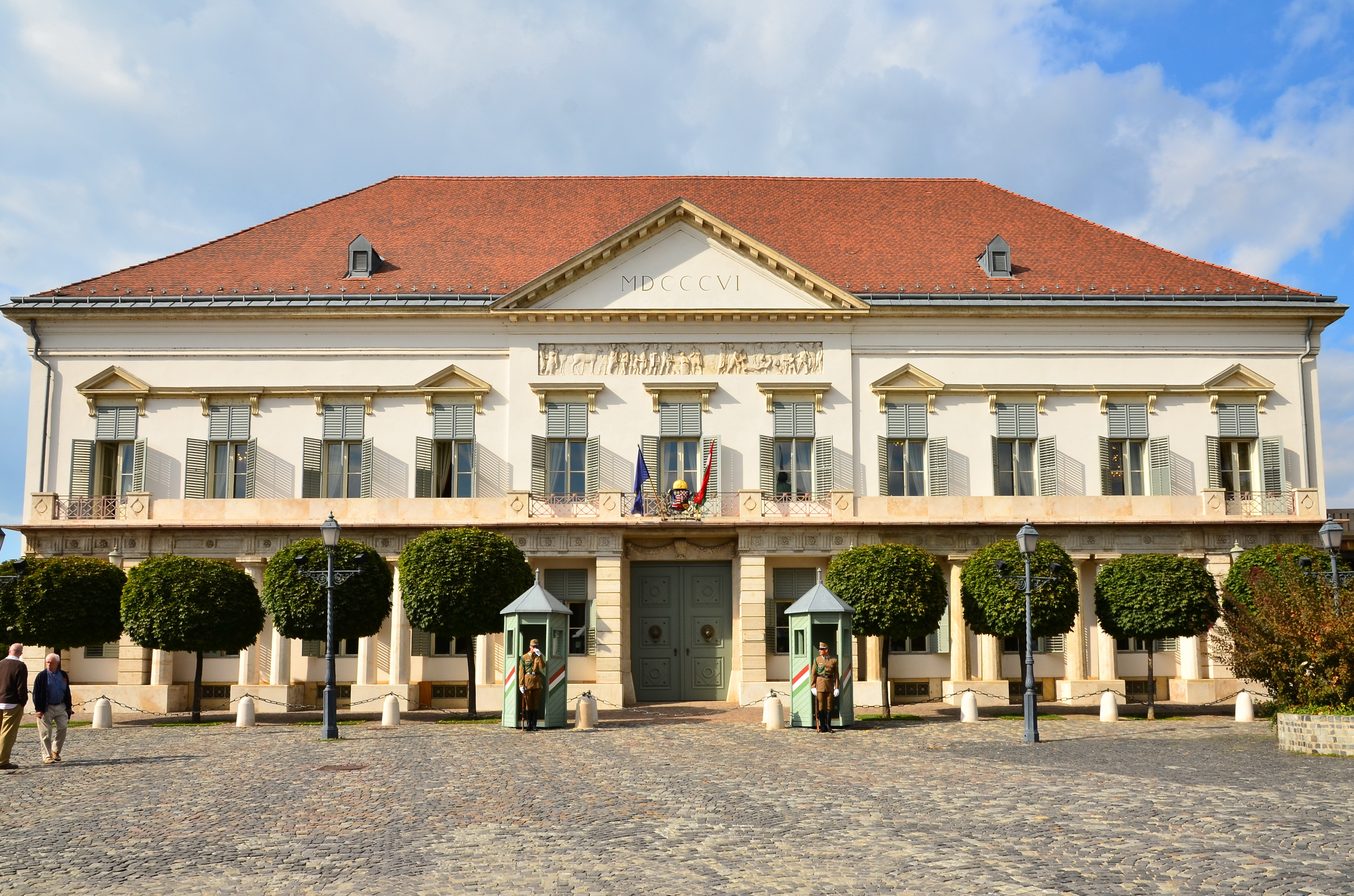
Palais Sandor in Budapest

- 1808–1812 Deutsches Theater in Budapest-Pest (1889 zerstört)

- 1809 Brandschutz (vor allem Löschmaßnahmen) infolge der Bombardierung im Fünften Koalitionskrieg während der Besetzung Wiens unter Lebensgefahr für die Dächer der Hofburg

- 1810–1815 Ausbesserungen der Kriegsschäden von 1809 unter Napoleon am Turm des Stephansdom

- 1815 erforschte er die Baugeschichte der Hofburg und fertigte 36 Pläne zu deren Entstehung seit 1216

- 1817–1819 Fassade Schloss Schönbrunn, Einbau einer Uhr

- 1821–1823 Tierärztliche Hochschule in Wien

- 1821–1823 Kaiserhaus in Baden

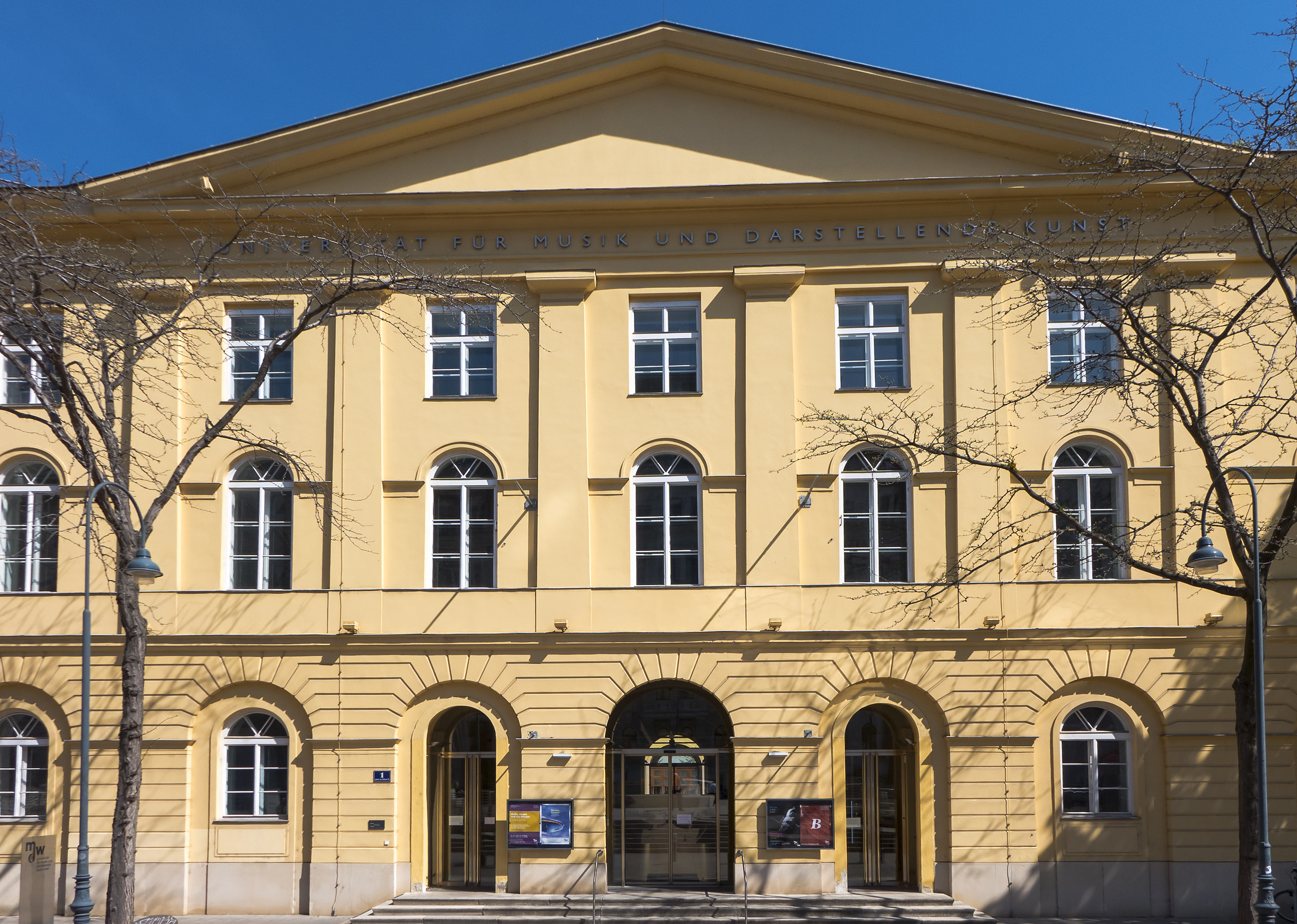
Ehemalige Tierärztliche Hochschule, heute Universität Wien für Musik und Darstellende Kunst

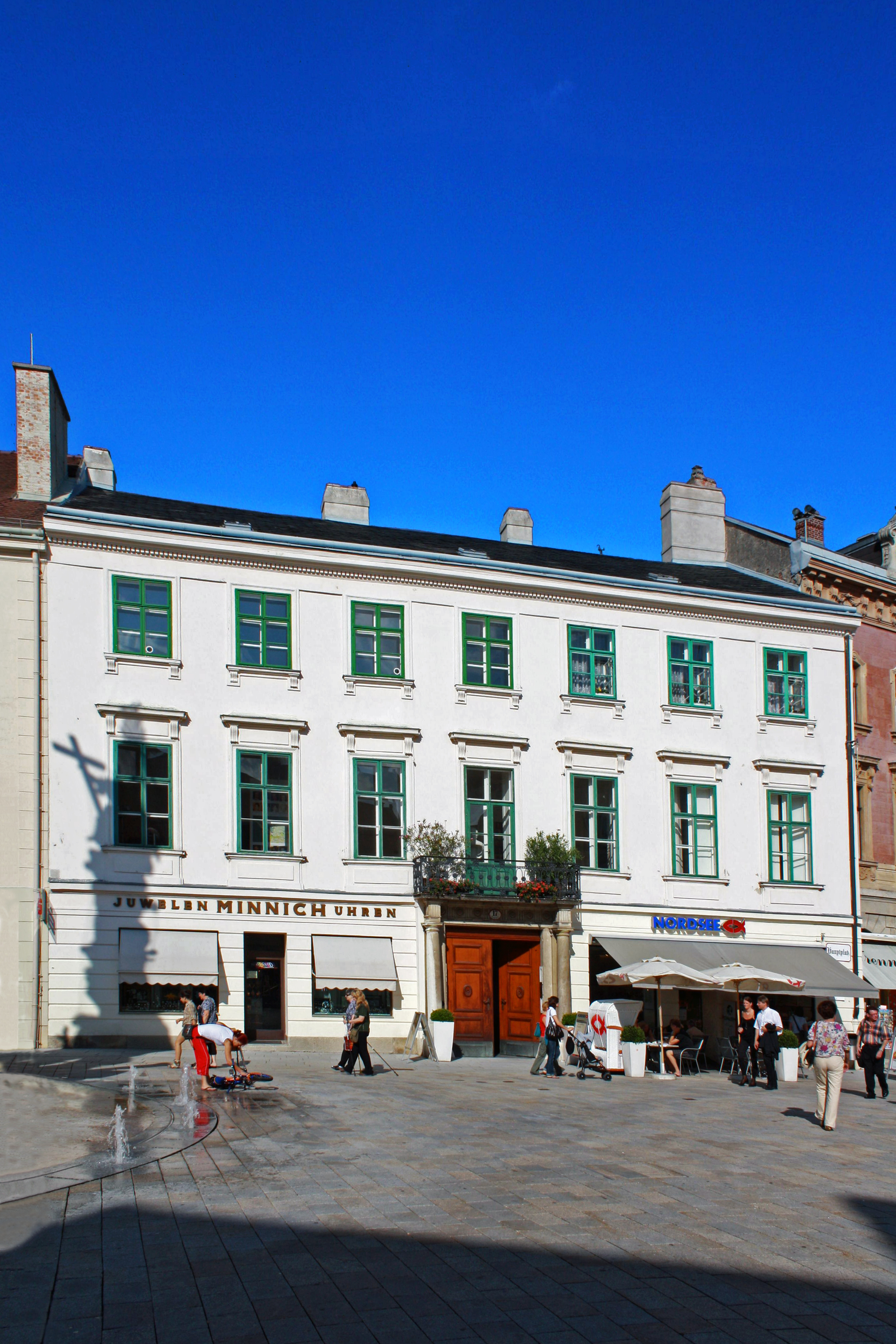
1823: Das Kaiserhaus in Baden bei Wien

- 1824–1825 Klassizistische Erweiterung der Kapuzinergruft in Wien (Franzengruft) und Sarkophag für Josef II.

- 1827 Umbau der Frauenkirche in Baden bei Wien Hochaltar, Seitenemporen

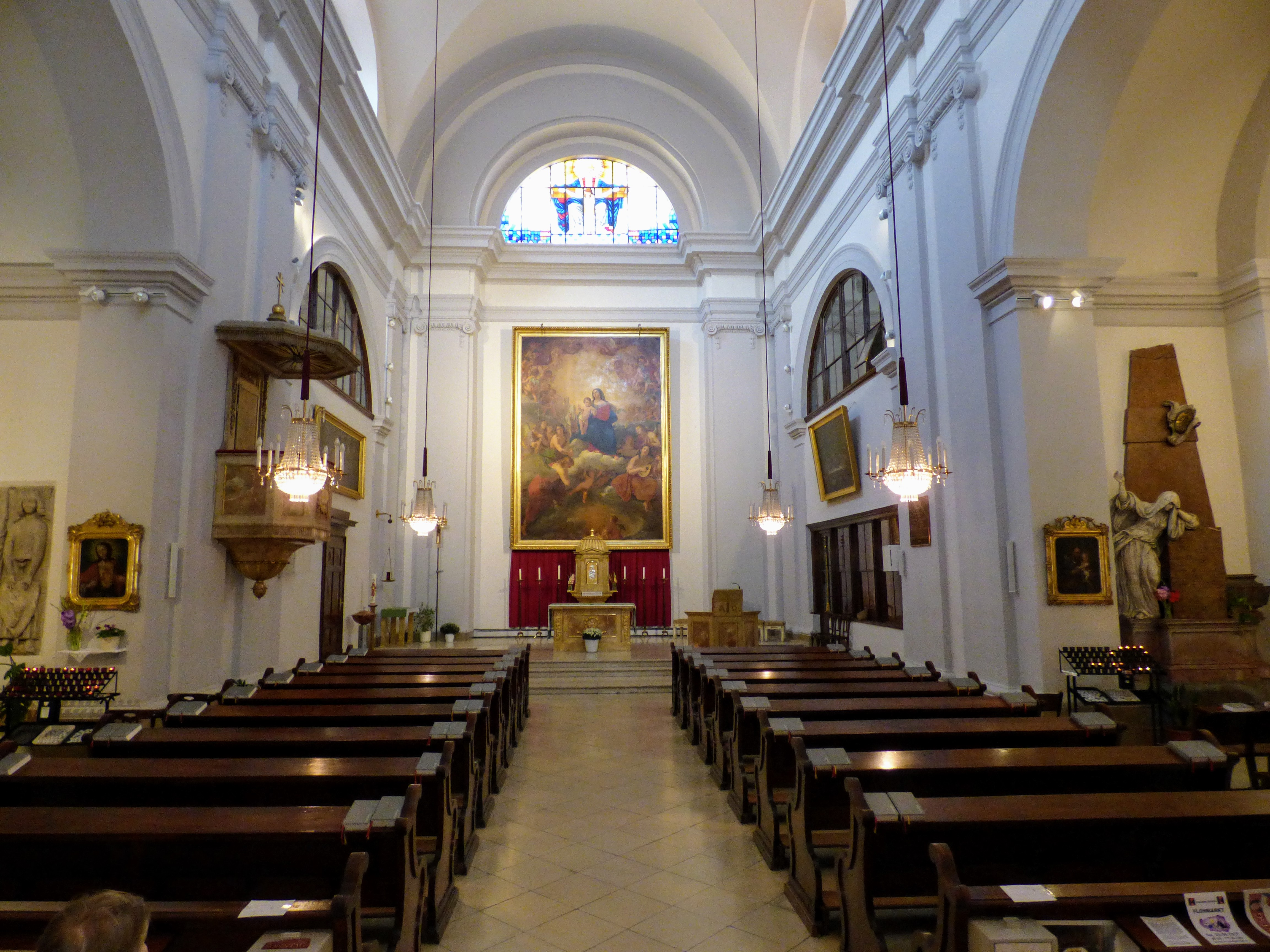
Innenraum der Frauenkirche in Baden bei Wien